# Decaryochloa
Decaryochloa là một chi thực vật có hoa trong họ Hòa thảo (Poaceae).

## Loài
Chi Decaryochloa gồm các loài: